# Сезар Кіст
Сезар Кіст (порт. César Kist; нар. 22 жовтня 1964) — колишній бразильський тенісист.
Найвищу одиночну позицію світового рейтингу — 119 місце досяг 14 липня 1986, парну — 79 місце — 13 квітня 1987 року.

## Фінали за кар'єру

### Парний розряд (2 поразки)
| Результат | W/L | Дата     | Турнір               | Покриття | Партнер        | Суперники                       | Рахунок  |
| --------- | --- | -------- | -------------------- | -------- | -------------- | ------------------------------- | -------- |
| Поразка   | 0–1 | Сер 1986 | Washington Open, США | Ґрунт    | Рікардо Асіолі | Ганс Гільдемайстер Андрес Гомес | 3–6, 5–7 |
| Поразка   | 0–2 | Лют 1989 | Гуаружа, Бразилія    | Тверде   | Мауру Менезіс  | Рікардо Асіолі Дасіу Кампус     | 6–7, 6–7 |